# Toronto City Soccer Club
Il Toronto City Soccer Club è stato un club calcistico canadese di Toronto che partecipò alla Eastern Canada Professional Soccer League ed alla United Soccer Association.

## Storia
La squadra venne fondata per volontà di Steve Stavro, Larry Myslivec e del giornalista Ed Fitken nel 1961; nello stesso anno partecipò alla Eastern Canada Professional Soccer League, ottenendo il primo posto nella stagione regolare ma venendo eliminata nelle semifinali del torneo. Nella stagione d'esordio il City ingaggio numerosi giocatori britannici di alto livello come Tommy Younger, Stanley Matthews, Danny Blanchflower, Johnny Haynes e Jackie Mudie. L'anno seguente, dopo un secondo posto nella stagione regolare, raggiunse la finale della ECPSL, perdendola contro il Toronto Italia. Dopo un sesto posto nel 1963, il Toronto City conquistò la ECPSL 1964, vincendo la finale del torneo contro il Toronto Italia.
Nel 1967 disputò l'unica edizione del campionato dell'United Soccer Association, lega che poteva fregiarsi del titolo di campionato di Prima Divisione su riconoscimento della FIFA, nel 1967: quell'edizione della Lega fu disputata utilizzando squadre europee e sudamericane in rappresentanza di quelle della USA, che non avevano avuto tempo di riorganizzarsi dopo la scissione che aveva dato vita al campionato concorrente della National Professional Soccer League; la squadra di Toronto fu rappresentata dagli scozzesi dell'Hibernian. Il Toronto City non superò le qualificazioni per i play-off, chiudendo la stagione al terzo posto della Eastern Division.
La stagione seguente, la prima della neonata NASL, non vide ai nastri di partenza il Toronto City, sostituiti dai concittadini del Toronto Falcons, provenienti dalla NPSL.

## Palmarès

### Competizioni nazionali
- Eastern Canada Professional Soccer League: 1

1964